# Stilbops kuslitzkii
Stilbops kuslitzkii là một loài tò vò trong họ Ichneumonidae.